# Рафаило Блам
Рафаило Блам (Београд, 11. октобар 1910 – Београд, 30. април 1991) био је професор музике, диригент, члан Београдске филхармоније, оснивач првог џез оркестра у Београду и композитор.

## Биографија
Рафаило Блам је рођен у јеврејској породици, од оца Марка, трговачког заступника и мајке Матилде, рођене Штерн. Рођен је 11. октобра 1910. године, у Београду, где је завршио основну школу, гимназију и Електротехничку школу.  Дипломирао је на Музичкој академији, на наставном и виолинском одсеку (1937). У Београдској електричној централи радио је као техничар (1930–1937), на месту стручњака за потрошњу електричне енергије. Паралелно у том периоду уписао је школу резервних официра 1934. године. Након завршетка овог курса 1935. године унапређен је у чин инжењерског потпоручника.  Од 1937 до 1941 године запослен у Дирекцији трамвај осветљење као чиновник.

### Музичка каријера
Каријеру у музици започео је као дечак, наступајући у разним локалима и свирајући виолину у јеврејском музичком друштву Лира. Био је оснивач првог џез оркестра у Београду, под именом „Мики Џез”, састављен од јеврејских омладинаца, а нешто касније основао је и академски џез оркестар „Џони бојс”, са којим је до 1941. године наступао по Србији, али и у другим земљама попут Румуније, Француске, Шпаније, Бугарске.
Члан Београдске филхармоније постао је 1932. године. Био је стални диригент радничког певачког друштва „Никола Тесла” и хора православне цркве „Александар Невски”. Као диригент Београдског академског симфонијског оркестра, 1934. године путовао је на концертну турнеју по Француској и Шпанији. Исте године, држао је концерт и на Грчком двору.
Члан народног оркестра Радио-Београда и солиста на хармоници постао је 1939. године.  У Србији је познат као први хармоникаш на клавирској хармоници, а био је и члан фолклорног ансамбла „Мага Магазиновић” и као такав, учествовао је на великом броју фестивала. Био је шеф оркестара два клуба у Београду, под називима „Џокеј клуб” и „Ауто клуб”. Од 1938. године, предавао је у Музичкој школи „Станковић” у Београду, а био је ангажован и на краљевском двору за време посета страних званичника.

### Ратни период
Заробљен је у Косовској Митровици, априла 1941. године, као резервни поручник инжењерске струке Војске Краљевине Југославије, и одведен у логор „Либек”. У Либеку је основао први оркестар Југословенских ратних заробљеника, који је имао три секције: секцију за народну музику, филхармонијски оркестар и камерни квартет. После краћег боравка у Хоенфелсу, пребачен је у Нирнберг. Организовао је курс музике код професора Предрага Милошевића и оформио симфонијски оркестар у пуном саставу.
Крајем 1942. године премештен је у Оснабрик, где је сарађивао са другим заточеним културним радницима (Станислав Винавер, Ото Бихали Мерин, Милан Богдановић), организујући културно-уметнички живот у логору. Формирао је камерни оркестар, у коме је свирао прву виолину и дириговао. Дириговао је и великим хором, састављеним од бивших професионалних певача. При крају рата, пребачен је у Стразбур, где је учествовао у оснивању хумористичке групе „Вегетаријанци,” која је имала улогу да забавља логораше. Последње дане рата провео је у логору Баркенбриге.

### Послератни период
Постаје члан Београдског радио-оркестра и Београдске филхармоније, а као и редовни професор у музичкој школи „Мокрањац”, у Београду, у којој је предавао виолину до пензионисања, 1965. године. Као солиста на хармоници, наступао је у Швајцарској, Енглеској, Холандији, Белгији, Италији и Аустрији. Током септембра и октобра 1951. године, водио је емиcије на Радиo Би-Би-Сију и Радио Бриселу.
Био је активно укључен у рад културно-уметничких друштава „Полет”, „Абрашевић” и „Ђока Павловић”. Дириговао је хором „Браћа Барух” (данас Српско јеврејско-певачко друштво) и ансамблом „Коло”, са којим је често путовао по свету. Био је члан управе Савеза композитора Србије.
За рад у заробљеништву, одликован је од народне власти Орденом заслуга за народ. За наступе са хором у Цркви „Александар Невски”, добио је високо одликовање Српске православне цркве.
Компоновао је дечју оперу „Морнари“, која је први пут приказана 1970. године у Новој Вароши.